# Dinsho
Pour le woreda, voir Dinsho (woreda).
Dinsho (également appelée Gurie) est une ville d'Éthiopie, située dans la zone Bale de la région Oromia. Elle se trouve à plus de 3 000 m d'altitude. Chef-lieu du woreda Dinsho, elle compte 2 966 habitants en 2007.
La ville est implantée à son emplacement actuel depuis le début des années 1940, où elle s'est déplacée à l'est de sa localisation précédente pour se trouver au bord de la route reliant Goba à Shashamané. C'est une étape pour les touristes qui visitent le parc national des monts Balé ; le centre d'accueil du parc se trouve à quelques kilomètres de Dinsho. 